# Epifrón
Epifrón (řecky: Ἐπίφρων) je v řecké mytologii syn boha Ereba a bohyně Nyx. Je bohem obezřetnosti, bystrosti, ohleduplnosti a opatrnosti.
Zmiňuje se o něm římský historik Gaius Iulius Hyginus ve své učebnici Fabulae.